# Меткалф, Роберт
Роберт Меткалф (Боб Меткалф, англ. Robert Melancton Metcalfe; 7 апреля 1946 года Бруклин, США) — американский инженер и учёный в области информатики, изобретатель сети Ethernet, внёсший значительный вклад в её дальнейшее развитие, всеобщее признание и стандартизацию. Лауреат Тьюринговской премии (2022).
Отец — выходец из Ирландии, работал техником на авиазаводе, мать — родом из Норвегии. В школьные годы по субботам посещал компьютерные курсы в Колумбийском университете, где на IBM 7094 писал небольшие игровые программы. Степень бакалавра в области электротехники и управления получил в Массачусетском технологическом институте.
С 1972 года работал в Xerox PARC над созданием персонального компьютера и лазерного принтера. В конце 1972 года закончил разработку сети со скоростью 3 Мбит/c, названной Alto Aloha Network, но позже переименовал сеть в Ethernet, документацию по которой опубликовал 22 мая 1973 года. В том же году защитил диссертацию по теме «Пакетные сети».
В 1979 году, когда скорость передачи данных Ethernet увеличилась до 10 Мбит/c, перешёл в DEC по приглашению Гордона Белла. В том же году основал компанию 3Com. В 1982 году фирма выпустила первый массовый продукт — сетевой адаптер EtherLink. В 1983 году IEEE утвердил Ethernet в качестве международного стандарта, фактически определив его основную роль в организации вычислительных сетей.
В 1990 году покинул 3Com, сосредоточившись на популяризации технологии, публиковал статьи для InfoWorld, с 2000-х годов — венчурный инвестор. Широкую известность получил шуточный закон Меткалфа, гласящий, что полезность сети пропорциональна квадрату численности пользователей этой сети.

## Отличия
- Премия имени Грейс Мюррей Хоппер (1980)
- Золотая медаль имени Александра Грэма Белла (1988)
- EFF Pioneer Award (1996)
- Медаль почёта IEEE (1996)
- Национальная медаль США в области технологий и инноваций (2003)
- Премия Маркони (2003)
- Медаль в области технологий за «Лидерство в изобретательстве» (2005)[4]
- C&C Prize (2011)
- Зал славы Интернета (2013)
- Премия Тьюринга (2022)
- Медаль Бенджамина Франклина (2024)